# 濱田マリ
濱田 マリ（はまだ マリ、1968年〈昭和43年〉12月27日 - ）は、日本の女優、歌手、ナレーター。モダンチョキチョキズのメンバーでボーカル。兵庫県神戸市須磨区出身。パパドゥ所属。

## 略歴
関西のライブハウスを中心にバンド・砂場のボーカル（兼ギタリスト）として活動、TBS系『三宅裕司のいかすバンド天国』をはじめ音楽番組に出演。
しかし、「砂場」というバンドは『いかすバンド天国』出演時、濱田が「不思議ちゃんを演じていると審査員の人が気に入ってくれるかもしれない」と思い、不思議ちゃんキャラで出演していたが、審査員が非常に厳しかったため全く相手にしてくれず、ボロクソに言われてしまった。結局「砂場」は大阪に帰ってすぐに解散した。
1991年、モダンチョキチョキズにボーカルとして加入し、翌年メジャーデビュー。ツーテールの髪型にワンピース服のスタイルで、関西風のコテコテの色合いが強いパフォーマンスを披露。バンド活動当時、TBS系深夜番組『おかずな夜』で中村有志とともに司会を務めた。
1997年、モダンチョキチョキズの活動休止。
高音が抜ける特徴のある声で、テレビ番組のナレーターとしても活躍している。1998年から2005年まで放送されたテレビ朝日系『あしたまにあ〜な』で早口でまくしたてるナレーターを務めた。2002年、映画『猫の恩返し』に声優として出演した。
女優としては、時に関西弁を生かしたバイプレイヤーとして、また大胆なヌードシーンにも挑んだりなど幅広く活躍している。
ビートたけしはモダンチョキチョキズ時代の彼女がかわいいとバラエティ番組『北野ファンクラブ』で連呼し自身のギャグにも「だよ〜ん」と使っていた。後に映画『血と骨』で夫婦役として共演した。
元夫である藤井麻輝（元SOFT BALLET・現SUILEN）とのなれそめは、藤井が彼女の大ファンで、雑誌記者のコネを使って対談を実現させたことから。その後「失恋直後の隙をつかれて（濱田談）」親密な関係となり、藤井の「ストーカー同然（濱田談）」の接触も実り、1996年に結婚。1999年長女を出産したものの、2005年春に離婚。長女の親権は濱田が引き取った。
2008年春、51歳の会社員と再婚。
2020年9月25日、「近代鋏団 featuring 濱田マリ（from モダンチョキチョキズ）」として、YouTubeで10月31日までの動画公開で限定復活した。
2021年9月25日には延期されたモダンチョキチョキズの一夜限りの再結成ライブが行われた。

## 人物
- 実家はクリーニング店経営。本人曰く「クリーニング屋の看板娘」。
- 武庫川女子大学附属高等学校卒業。
- 年子の兄がいる（兄が1月生まれで濱田が同年12月生まれ）。
- 天津甘栗が好き[7]。
- 趣味はフリークライミング。筋肉質の鍛えられた肉体の持ち主であり、抜群の運動能力を活かし、TBS系『関口宏の東京フレンドパークII』[いつ?]では阿部サダヲとのコンビで、ウォールクラッシュで金貨3枚獲得という記録を成した。元気の秘訣としても気に入っている[8]。
- 明石家さんまの熱狂的ファンで、「さんまさんと結婚できるなら藤井（当時の夫）と離婚してもいい」とまで断言するほどであった。

## 出演

### テレビドラマ
- お願いデーモン!（1993年11月 - 12月、フジテレビ）※モダンチョキチョキズとして出演
- 恋のバカンス（1997年1月 - 3月、日本テレビ） - 政宗ちはる 役
  - 恋のバカンス スペシャル（1997年10月1日）
- 立入禁止!STAFF ONLY 第7話「禁断症状」（1997年11月24日、フジテレビ）
- 星に願いを（1998年4月1日、日本テレビ）
- ラブ・アゲイン（1998年4月 - 6月、TBS） - 今井久子 役
- お熱いのがお好き?（1998年7月 - 9月、日本テレビ） - 京極詩子 役
- 危険な協奏曲（2000年1月 - 2月、NHK BS2）
- バカヤロー!2000「太るのは罪ですか?」（2000年3月29日、日本テレビ）
- レッツ・ゴー!永田町（2001年10月 - 12月、日本テレビ） - 梅本晴美 役
- 僕はあした十八になる（2001年11月23日、NHK）
- 愛の劇場 一攫千金夢家族 第1シリーズ（2002年6月 - 7月、TBS） - 立花沙智子 役
  - 一攫千金夢家族 第2シリーズ（2003年6月 - 7月）
- 私立探偵 濱マイク 第12話（2002年9月16日、読売テレビ/日本テレビ）
- ケータイ刑事 銭形愛 第2話（2002年10月13日、BS-i） - 伊澤未央子 役
- よい子の味方 〜新米保育士物語〜（2003年1月 - 3月、日本テレビ） - 横山さゆり 役
- 金曜エンタテイメント えなりかずきの少年探偵 事件でござる2（2003年2月7日、フジテレビ） - 麹町もろみ 役
  - えなりかずきの少年探偵 事件でござる3（2003年10月3日）
- ダイヤモンドガール（2003年4月 - 6月、フジテレビ） - アケミ 役
- 新・夜逃げ屋本舗 第1話（2003年4月16日、日本テレビ） - 竹内夫婦 役
- OL銭道 第3話（2003年4月25日、テレビ朝日） - 竹中田 役
- 菊次郎とさき 第1シリーズ（2003年7月 - 9月、テレビ朝日） - 谷川かつゑ 役
  - 菊次郎とさき 第2シリーズ（2005年7月 - 9月）
  - 菊次郎とさき 第3シリーズ（2007年7月 - 9月）
- 昨日の友は今日の敵?（2004年1月 - 2月、NHK） - 久保田 役
- それは、突然、嵐のように…（2004年1月 - 3月、TBS） - 吉沢和美 役
- 乱歩R 第2話（2004年1月19日、読売テレビ/日本テレビ） - 玲子 役
- ワンダフルライフ（2004年4月 - 6月、フジテレビ） - 伊佐山幸枝 役
- 富豪刑事 第8話（2005年3月3日、テレビ朝日） - 大蔵芳美 役
- 女と男と物語 パートIII エピソード3「出来心の夜」（2005年4月30日、朝日放送） - 佳代子 役
- 危険なアネキ（2005年10月 - 12月、フジテレビ） - 野口小春 役
- アンフェア（2006年1月 - 3月、関西テレビ/フジテレビ） - 蓮見杏奈 役
  - アンフェア the special コード・ブレーキング〜暗号解読（2006年10月3日）
- 翼の折れた天使たち 第四夜「スロット」（2006年3月2日、フジテレビ） - ケイ 役
- 土曜ワイド劇場 家賃ハンター真鍋倫子の事件簿（2006年5月20、テレビ朝日） - 工藤冴子 役
- ダンドリ。〜Dance☆Drill〜（2006年7月 - 9月、フジテレビ） - 浦野奈美世 役
- 役者魂!（2006年10月 - 12月、フジテレビ） - 斉藤和子 役
- エラいところに嫁いでしまった!（2007年1月 - 3月、テレビ朝日） - 守山由美 役
- きらきら研修医（2007年1月 - 3月、TBS） - 浅見みずほ 役
- 孤独の賭け〜愛しき人よ〜 第1・2・7話（2007年4月 - 5月、TBS） - 澄田香織 役
- 牛に願いを Love&Farm（2007年7月 - 9月、関西テレビ/フジテレビ） - 津村杏子 役
- 斉藤さん（2008年1月 - 3月、日本テレビ） - 山本みゆき 役
- 蒼井優×4つの嘘 カムフラージュ 第4章（2008年4月2日 - 16日、WOWOW） - みーちゃん 役
- クラシックミステリー 名曲探偵アマデウス 第16話（2008年10月4日、NHK BShi） - 織部覧 役
- ヴォイス〜命なき者の声〜（2009年1月 - 3月、フジテレビ） - 羽井鳳子 役
- 相棒 season7 第13話（2009年1月28日、テレビ朝日） - 縄手順子 役
- ツレがうつになりまして。（2009年5月 - 6月、NHK） - 如月さつき 役
- 裁判員制度スペシャルドラマ『サマヨイザクラ』（2009年5月30日、フジテレビ） - 勝又久美 役
- TRICK 新作スペシャル2（2010年5月15日、テレビ朝日） - 亀井旅子 役
- ハンマーセッション!（2010年7月 - 9月、TBS） - 太田靖子 役
- NHKスペシャル終戦特集ドラマ『15歳の志願兵』（2010年8月15日、NHK） - 北林誠一の母 役
- モリのアサガオ 第3話（2010年11月1日、テレビ東京） - よしみ 役
- 私が初めて創ったドラマ『左脳系女子の恋』（2010年11月19日、NHK BShi）
- 2夜連続 松本清張スペシャル 球形の荒野（2010年11月26日、フジテレビ） - 筒井屋旅館の女中 役
- 桂ちづる診察日録 最終回（2010年12月25日、NHK） - おそで 役
- 新春ドラマスペシャル トイレの神様（2011年1月5日、毎日放送/TBS）
- 味いちもんめ 2011年スペシャル（2011年1月8日、テレビ朝日） - とみ子 役
  - 味いちもんめ 2013年スペシャル（2013年5月11日）
- URAKARA（2011年1月 - 4月、テレビ東京） - 関西のぞみ 役
- ドラマW
  - ドラマW 同期（2011年2月20日、WOWOW）
  - 連続ドラマW ソドムの林檎〜ロトを殺した娘たち（2013年3月 - 4月、WOWOW） - 宮村尚子 役
  - 連続ドラマW ヒポクラテスの誓い（2016年10月、WOWOW） - 樫山輝 役
  - 連続ドラマW セイレーンの懺悔（2020年10月 - 11月、WOWOWプライム） - 東良律子 役
- 刑事・鳴沢了2〜偽りの聖母〜（2011年5月20日、フジテレビ） - 川田久美子 役
- 鈴木先生 第6話（2011年5月30日、テレビ東京） - 竹地まゆみ 役
- 花ざかりの君たちへ〜イケメン☆パラダイス〜2011 第8話 - 最終話（2011年8月 - 9月、フジテレビ） - 中津かの子 役
- 連続テレビ小説（NHK）
  - カーネーション（2011年10月 - 2012年3月） - 安岡玉枝 役
  - マッサン（2014年9月 - 2015年3月） - キャサリン（種子） 役
  - カムカムエヴリバディ雉真るい編・第39回 - 第60回、第108・110・111回（2021年12月23日 - 2022年1月26日および4月4日・6日・7日） - 竹村和子 役
  - おむすび 第86回 -（2025年2月3日 - ） - 塚本文香 役[9]
- カレ、夫、男友達 第3・5・6・8話（2011年11月 - 12月、NHK） - 相原雪枝 役
- 終着駅〜トワイライトエクスプレスの恋（2012年3月20日、TBS）
- カエルの王女さま（2012年4月 - 6月、フジテレビ） - 熊園桜 役
- 息もできない夏（2012年7月 - 9月、フジテレビ） - 田所光子 役
- 金曜ロードSHOW特別ドラマ企画『家族、貸します 〜ファミリー・コンプレックス〜』（2012年7月27日、日本テレビ） - 黒田美紀 役
- トッカン 特別国税徴収官 第8話（2012年9月5日、日本テレビ） - 新堀百合子 役
- 悪夢ちゃん（2012年10月 - 12月、日本テレビ） - 貝原聡子 役
  - 悪夢ちゃん スペシャル（2014年5月2日）
- 書店員ミチルの身の上話（2013年1月 - 3月、NHK） - 立石武子 役
- dinner 第1 - 4話（2013年1月13日 - 2月3日、フジテレビ） - 奥園明美 役
- 幽かな彼女（2013年4月 - 6月、関西テレビ/フジテレビ） - 大原操緒 役
- ガリレオXX 内海薫最後の事件 愚弄ぶ（2013年6月22日、フジテレビ）
- Woman 第4話（2013年7月24日、日本テレビ） - 内村真美 役
- 孤独のグルメ Season3 第4話 （2013年7月31日、テレビ東京） - 魚谷・お母さん 役
- 水曜ミステリー9 新・犯罪交渉人 百合子（2013年9月18日、テレビ東京） - 五十嵐敏子 役
- 金田一耕助VS明智小五郎（2013年9月23日、フジテレビ）
- よろず占い処 陰陽屋へようこそ（2013年10月 - 12月、関西テレビ/フジテレビ） - 金井江美子 役
- 土曜ワイド劇場 広域警察4（2013年10月19日、朝日放送/テレビ朝日） - 牧田由梨絵 役
- 実験刑事トトリ2 第4回（2013年11月2日、NHK） - 渡辺宮子 役
- ダンダリン 労働基準監督官 第6話（2013年11月6日、日本テレビ） - 春沢明子 役
- 鼠、江戸を疾る 第1シリーズ（2014年1月 - 3月、NHK） - お染 役
  - 鼠、江戸を疾る 第2シリーズ（2016年4月 - 6月）
- なぞの転校生（2014年1月 - 3月、テレビ東京） - 岩田君子 役
- 戦力外捜査官（2014年1月 - 3月、日本テレビ） - 森山薫 役
  - 戦力外捜査官 SPECIAL（2015年3月21日）
- 月曜ゴールデン ツインズ〜早乙女兄弟の推理日誌（2014年1月27日、TBS） - 菅野園子 役
- 月曜ゴールデン 女タクシードライバーの事件日誌7（2014年9月1日、TBS） - 大城由紀子 役
- 松本清張『霧の旗』（2014年12月7日、テレビ朝日） - 渡辺菊江 役
- 新春ドラマ特別企画 わが家（2015年1月4日、毎日放送/TBS） - 白鳥吐夢子 役
- 水曜ミステリー9 警視庁特捜対策室 迷宮捜査の女（2015年1月21日、テレビ東京） - 中丸圭子 役
- 戦う!書店ガール（2015年4月 - 6月、関西テレビ/フジテレビ） - 尾崎志保 役
- 名探偵キャサリン（2015年9月5日、テレビ朝日） - 山野華子 役
- 重版出来!（2016年4月12日 - 6月14日、TBS） - 河舞子 役
- 徳山大五郎を誰が殺したか?（2016年7月17日 - 10月2日、テレビ東京） - 御堂園和紗 役
- ドラマ甲子園 変身（2016年10月19日、フジテレビTWO）
- 土曜ワイド劇場 司法教官・穂高美子5（2016年10月29日、テレビ朝日） - 飯島由美子 役
- 家政夫のミタゾノ 第1シリーズ 第7話（2016年12月2日、テレビ朝日） - 松丸聖子 役
- レンタル救世主 第9話（2016年12月4日、日本テレビ） - 亜希子 役
- 科捜研の女 第16シリーズ 第9話（2017年1月12日、テレビ朝日） - 和田絵美子 役
- 4号警備（2017年4月 - 5月、NHK総合） - 金沢茜 役
- 3人のパパ（2017年4月 - 6月、TBS） - 大山美奈子 役
- 過保護のカホコ（2017年7月 - 9月、日本テレビ） - 根本教子 役
  - 過保護のカホコ スペシャル（2018年9月19日）
- 無用庵隠居修行（2017年9月17日、BS朝日） - 淡島 役
- 月曜名作劇場 警視庁岡部班（2017年11月27日、TBS） - 中谷雅子 役
  - 警視庁岡部班2（2018年11月12日）
- 平成細雪（2018年1月、NHK BSプレミアム） - 井谷律子 役
- 越路吹雪物語（2018年1月 - 3月、テレビ朝日） - 河野益代 役
- BG〜身辺警護人〜 第1章 第1話（2018年1月18日、テレビ朝日） - 山手華子 役
- やけに弁の立つ弁護士が学校でほえる（2018年4月 - 5月、NHK総合） - 駒井朋子 役
- シグナル 長期未解決事件捜査班 第9話（2018年6月5日、関西テレビ/フジテレビ） - 焼き鳥店「おかん焼きふじよし」のおかみ 役
- ダイアリー（2018年9月、NHK BSプレミアム） - 片瀬明恵 役
- 大阪環状線 ひと駅ごとの愛物語 Part4 第6話（2018年11月24日、関西テレビ） - 石田美恵子 役
- 関西テレビ開局60周年特別ドラマ『BRIDGE はじまりは1995.1.17神戸』（2019年1月15日、関西テレビ/フジテレビ） - スナック「六甲小町」のママ・あだばな 役
- 後妻業（2019年1月 - 3月、関西テレビ/フジテレビ） - 西木尚子 役
- 螢草 菜々の剣（2019年7月26日 - 9月6日、NHK BSプレミアム） - 舟 役
- 背徳の夜食 第1弾 背脂ラーメン編（2019年7月27日、フジテレビ） - 笹川沙織 役
- 臨床犯罪学者 火村英生の推理2019「ABCキラー」編（2019年9月29日、日本テレビ） - 海原晴美 役
- 遺留捜査 スペシャル8（2019年11月24日、テレビ朝日） - 八十嶋真理 役
- NHKスペシャル シリーズ 体感 首都直下地震『パラレル東京』（2019年12月2日 - 5日、NHK総合） - 種田くるみ 役
- 心の傷を癒すということ（2020年1月 - 2月、NHK総合） - ジャズ喫茶のママ 役
- トップナイフ-天才脳外科医の条件- 第2話（2020年1月18日、日本テレビ） - 桑原和子 役
- WOWOWオリジナルドラマ『ぴぷる〜AIと結婚生活はじめました〜』（2020年5月 - 6月、WOWOWプライム） - 小早川早苗 役[10]
- あのコの夢を見たんです。 第2話（2020年10月10日、テレビ東京） - 塁田勝枝 役
- おもひでぽろぽろ（2021年1月9日、NHK BSプレミアム） - 村田マチ 役
- リコカツ 第4話 - 最終話（2021年5月 - 6月、TBS） - 小松原京子 役
- ライオンのおやつ（2021年6月 - 8月、NHK BSプレミアム） - 狩野舞 役
- お耳に合いましたら。 第3・4・10話（2021年7月 - 9月、テレビ東京） - 高杉紗江子 役
- 生きて、ふたたび 保護司・深谷善輔（2021年11月 - 2022年1月、NHK BSプレミアム） - 星野清美 役
- 吉祥寺ルーザーズ（2022年4月14日 - 6月9日、テレビ東京） - 胡桃沢翠 役[11]
- 定年オヤジ改造計画（2022年7月25日、NHK BSプレミアム、BS4K） - 村木園長 役[12][13]
- 特集ドラマ「二十四の瞳」（2022年8月8日、NHK BSプレミアム / BS4K）
- オリバーな犬、 (Gosh!!) このヤロウ シーズン2（2022年9月20日 - 10月4日、NHK総合）[14]
- 自転車屋さんの高橋くん（2022年11月4日 - 12月23日、テレビ東京） - 飯野聡子 役
- リバーサルオーケストラ（2023年1月11日 - 3月15日、日本テレビ） - 桃井みどり 役[15][16]
- にがくてあまい（2023年4月20日 - 6月22日、東海テレビ） - 江田操 役[17]
- 褒めるひと褒められるひと（2023年6月12日 - 8月3日、NHK総合） - 市川涼子 役[18]
- ハレーションラブ（2023年8月5日 - 9月30日、テレビ朝日） - 深山那津子 役[19]
- 西園寺さんは家事をしない（2024年7月9日 - 、TBS） - 佐藤千沙子 役[20]
- 錦糸町パラダイス〜渋谷から一本〜（2024年7月13日 - 9月28日、テレビ東京） - なみえ 役[21]
- Qrosの女 スクープという名の狂気 第3話（2024年10月21日、テレビ東京） - 大橋百合子 役[22]
- ダメマネ! -ダメなタレント、マネジメントします-（2025年4月20日 - 6月22日、日本テレビ） - 田辺昌枝 役[23]
- I, KILL（2025年5月18日 - 6月22日、WOWOW） - スエ 役[24]

### 配信ドラマ
- Jimmy〜アホみたいなホンマの話〜（2018年7月20日 - 、Netflix） - 吉本興業のスタッフ 役
- 後妻業 チェインストーリー（2019年1月22日 - 3月26日、GYAO!） - 西木尚子 役
- Hulu U35クリエイターズ・チャレンジ「脱走球児」（2022年2月、Hulu）
- 御手洗家、炎上する（2023年7月13日、Netflix） - 市原美津子 役[25]
- 『I am…』23歳たち「マスタッシュガール」（2024年1月26日配信、FOD / 2月26日、フジテレビ）[26][27][28]
- 十角館の殺人（2024年3月22日 - 、Hulu） - 松本邦子 役[29]
- 僕の愛しい妖怪ガールフレンド（2024年3月22日、Amazon Prime Video）[30]
- 【推しの子】（2024年11月28日 - 12月5日、Amazon Prime Video） - 川村恵理子 役[31]

### 映画
- ひみつの花園 （1997年） - 図書館受付嬢 役
- ショムニ （1998年） - 徳永佳代子 役
- カタクリ家の幸福 （2002年） - 百合恵翻訳 役
- 猫の恩返し（2002年） - ナトル 役（声の出演）
- 血と骨（2004年） - 鳥谷定子 役
- スーツ suit（2005年） - TVレポーター 役
- 花田少年史 幽霊と秘密のトンネル（2006年） - 医師 役
- 嫌われ松子の一生（2006年） - 川尻悦子 役
- 酒井家のしあわせ（2006年） - 田上百合子 役
- バッテリー（2007年） - 永倉節子 役
- アンフェア the movie（2007年） - 蓮見杏奈 役
- あの空をおぼえてる（2008年） - 倉本由美 役
- 純喫茶磯辺（2008年） - 麦子 役
- ララピポ（2009年） - 佐藤良枝 役
- 銀色の雨（2009年） - 平井幸緒 役
- LIAR GAME ザ・ファイナルステージ（2010年） - 坂巻マイ 役
  - LIAR GAME -再生-（2012年）
- 半分の月がのぼる空（2010年） - 谷崎亜希子 役
- ジーン・ワルツ（2011年） - 妙高みすず 役
- 星守る犬（2011年） - 富田の女 役
- くろねこルーシー（2012年） - ガリンシャ 役
- 謝罪の王様（2013年） - 枝下外務大臣 役
- はじまりのみち（2013年） - こまん 役
- 悪夢ちゃん The 夢ovie（2014年） - 貝原聡子 役
- マエストロ!（2015年） - 谷ゆきえ 役
- ヒロイン失格（2015年） - 利太の母 役
- 14の夜（2016年） - タカシの母 役[32]
- 愚行録（2017年） - 橘美紗子 役[33]
- いぬやしき（2018年） - 犬屋敷万理江 役[34]
- 恋は雨上がりのように（2018年） - 久保 役
- 3D彼女 リアルガール（2018年） - 筒井紀江 役[35]
- オズランド 笑顔の魔法おしえます。（2018年） - 南原カツヨ 役[36]
- アイネクライネナハトムジーク（2019年） - 久留米マリ子 役[37]
- 男はつらいよ お帰り 寅さん（2019年） - 書店の客 役
- 前田建設ファンタジー営業部（2020年） - 堀部 役
- 一度も撃ってません（2020年） - 王陽 役
- ミュジコフィリア（2021年） - 椋本美也子 役
- 明け方の若者たち（2021年） - 沖縄料理屋の女将 役[38][39]
- おそ松さん（2022年）- 松野松代 役
- まる（2024年） - アパートの大家 役[40]
- 【推しの子】-The Final Act-（2024年） - 川村恵理子 役[31]
- ブラック・ショーマン（2025年公開予定）[41]
- てっぺんの向こうにあなたがいる（2025年公開予定）[42]

### 舞台
- big（2000年）
- GIRL's TIME -女の子よ、大志を抱け!-（2000年・2001年）
- ありがとうサボテン先生（2002年）
- 地獄八景亡者戯（2002年）
- 走れメルス（2004年）
- 白夜の女騎士（2006年）
- 五右衛門ロック（2008年）
- 菊次郎とさき（2012年・2015年） - 谷川かつゑ 役

### ナレーター・レギュラー番組
- おかずな夜（TBS） - レギュラー
- モグラネグラ
- BSマンガ夜話
- オールスター赤面申告!ハプニング大賞 - ナレーター
- テレビで中国語 - ナレーター
- 課外授業 ようこそ先輩 - 語り
- にんげん日本史 - ナレーター
- あしたまにあ〜な - ナレーター[43]
- ランキンの楽園 - エンジェル（ナレーター）
- ハピふる!（フジテレビ）
- がんばれパパママ! 実況 お仕事スタジアム
- WALKING EYES アルクメデス - あたしまにあやな（ナレーター）
- イチバン - ナレーター
- 爆丸キッド〜チャンピオンロード編〜 - ナレーター
- お願い!ランキング - ナレーター
- コレってアリですか?（日本テレビ）
- 世界一周 魅惑の鉄道紀行（2012年10月8日 - 、BS-TBS） - 案内人（ナレーター）
- 妄想ニホン料理（2013年9月28日 -  2016年3月18日、NHK） - ナレーター
- 世界ふれあい街歩き（2013年 - 、NHK） - ナレーション
- PON!（2014年4月2日 - 2015年9月30日、日本テレビ）
- Quality of Life 〜美しく健やかに生きる〜（2015年4月3日 - 、BS-TBS）
- 美スポ!スポーツできれいに（2015年4月4日 - 2016年1月30日、NHK BS1） - レギュラー
- ごごナマ（NHK）[43]
- 痛快TV スカッとジャパン（フジテレビ）[43]
- ねこ育て いぬ育て（2019年7月20日 - 、NHK BSプレミアム） - 語り
- あしたが変わるトリセツショー（2022年4月7日 - 、NHK総合） - トリンキー（ナレーター）[43]
- 鉄道博物館 お宝フィルムが語る 知られざるニッポン（2022年10月15日、NHK総合） - ナレーション[44]

### ラジオ
- Listen HEART!パーソナリティ（2010年4月 - 2011年4月、TBSラジオ）
- 濱田マリ、これハマります（2021年10月6日 - 、FM FUJI）

### CM
- カルビー
- NTTドコモ（ラジオ）『濱田マリの誤解なひとごと』
- サークルKサンクス（チビ太のおでん、歌のみ）
- デイリーヤマザキ（小林亜星と共にBGM部分を担当、歌のみ）
- クリアクリーン
- マイクロソフト『Halo: Combat Evolved（Xbox）』 （2002年）
- 日本民間放送連盟 - 地球温暖化問題啓発スポット（2010年度、生瀬勝久・大橋のぞみと共演）
- スタートトゥデイ『ZOZOTOWNハイパーセール』（2015年、ナレーション）
- クラシル『おいしい、レシピ』篇（2021年、ナレーション）- リリー・フランキーと共演[45]
- ダリヤ「サロン ド プロ」『カラーオンリタッチ 白髪かくしEX』、『リタッチワイドマーカー』（2021年12月10日 - ）[46][47]

## ディスコグラフィ
モダンチョキチョキズでの作品はモダンチョキチョキズ#音楽作品を参照

### シングル
|                     | 発売日              | タイトル            | c/w                                       | 規格                | 規格品番            |
| Ki/oon Sony Records | Ki/oon Sony Records | Ki/oon Sony Records | Ki/oon Sony Records                       | Ki/oon Sony Records | Ki/oon Sony Records |
| ------------------- | ------------------- | ------------------- | ----------------------------------------- | ------------------- | ------------------- |
| 1st                 | 1995年4月21日       | 人の息子            | さのば いのしし                           | 8cmCD               | KSD2-1090           |
| 2nd                 | 1995年7月1日        | ひとひと            | 謝り上手 (Conniption edit)                | 8cmCD               | KSD2-1085           |
| 3rd                 | 1995年10月21日      | フツーで行こう      | いつかフツーで行こう                      | 8cmCD               | KSD2-1104           |
| ポリスター          |                     |                     |                                           |                     |                     |
| 4th                 | 1997年9月18日       | It's My Love        | 氣愛(Ki-Ai)                               | マキシシングル      | PSCR-5640           |
| 4th                 | 1997年9月18日       | It's My Love        | The Sensation Orgasum                     | マキシシングル      | PSCR-5640           |
| 5th                 | 1999年12月1日       | パジャマトリッパー  | パジャマトリッパー (オリジナル・カラオケ) | 8cmCD               | PSDR-5338           |

### アルバム
|                     | 発売日              | タイトル            | 規格                | 規格品番            |
| Ki/oon Sony Records | Ki/oon Sony Records | Ki/oon Sony Records | Ki/oon Sony Records | Ki/oon Sony Records |
| ------------------- | ------------------- | ------------------- | ------------------- | ------------------- |
| 1st                 | 1995年11月22日      | フツーの人          | CD                  | KSC2-135            |
| ポリスター          |                     |                     |                     |                     |
| 2nd                 | 1997年10月15日      | 編む女              | CD                  | PSCR-5648           |

### タイアップ曲
| 楽曲               | タイアップ                                                      | 時期   |
| ------------------ | --------------------------------------------------------------- | ------ |
| 人の息子           | 進研ゼミ中学講座 CMソング                                       | 1995年 |
| ひとひと           | 映画『トイレの花子さん』イメージソング                          | 1995年 |
| フツーで行こう     | フジテレビ系『上岡龍太郎にはダマされないぞ!』エンディングテーマ | 1995年 |
| パジャマトリッパー | ハローマック イメージソング                                     | 1999年 |

## 受賞歴
- 1997年 第12回ザテレビジョンドラマアカデミー賞 新人俳優賞（『恋のバカンス』）